# Me (Kana)
め, in Hiragana, oder メ in Katakana, sind japanische Zeichen des Kana-Systems, die beide jeweils eine Mora repräsentieren. In der modernen japanischen alphabetischen Sortierung stehen sie an 34. Stelle. Die Form beider Kana ist vom Kanji 女 abgeleitet und beide stellen [me] dar.
| Form                    | Rōmaji     | Hiragana       | Katakana       |
| ----------------------- | ---------- | -------------- | -------------- |
| Normal s- (さ行 sa-gyō) | me         | め             | メ             |
| Normal s- (さ行 sa-gyō) | mei mee mē | めい めえ めー | メイ メエ メー |

## Strichfolge

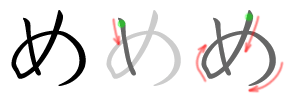
Strichfolge für め

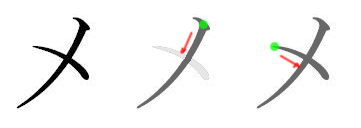
Strichfolge für メ

## Weitere Darstellungsformen
- In japanischer Brailleschrift:

- Der Wabun-Code ist －・・・－.
- In der japanischen Buchstabiertafel wird es als „明治のメ“ (Meiji no Me) buchstabiert.